# Escalas de Conners
Las escalas de Conners son un instrumento de evaluación psicológica que tratan de detectar la presencia de TDAH en niños.

## Historia
En 1969, C. Keith Conners diseñó dos escalas para evaluar el efecto que el tratamiento farmacológico tenía en la conducta de niños hiperactivos. Se trataba de instrumentos de hetero-observación, a ser cumplimentados, de un lado, por los padres, y de otro, por el profesor.
Sin embargo, con el paso del tiempo, su utilidad se extendería al proceso de evaluación anterior al tratamiento. De este modo, se han convertido en clásico para la detección de la presencia de TDAH, al ser uno de los instrumentos que mejor describen las conductas prototípicas  del niño hiperactivo.

## Características
Las escalas de Conners cuentan con dos versiones: la original y la abreviada (tanto para padres como para profesores). La versión abrEviada consta de 10 ítems, de los que se obtiene el llamado "Índice de hiperactividad".
La correlación media entre la información proveniente de padres y profesores se sitúa entre 0,30 y 0,50
.